# Sarıyatak, Yenişehir
Sarıyatak là một xã thuộc huyện Yenişehir, tỉnh Diyarbakır, Thổ Nhĩ Kỳ.